# Miss Jerusalén
Miss Jerusalén, tambien La Reina de Belleza de Jerusalén (hebreo: מלכת היופי של ירושלים) es una serie de televisión israelí basada en la novela del mismo nombre de Sarit Yishai-Levi.

## Descripción general
La serie se emitió a partir del 7 de junio de 2021 en el canal Yes Drama. Los dos primeros episodios de la serie están disponibles en Yes VOD desde el 3 de junio de 2021. En un evento celebrado en el este de Tel Aviv en diciembre de 2021, Yes presentó sus nuevas producciones originales para 2022. Se anunció oficialmente que la serie había sido renovada para una segunda temporada, que se proyectó a finales de 2022.
El rodaje de la serie comenzó en el verano de 2020 en varias localizaciones de la ciudad de Safed, entre ellas, en el Museo Frenkel Frenel y la Galería Beit Castel.
La primera mitad de la temporada 1 se estrenó en Netflix en el Reino Unido, Francia, EE. UU., Argentina, Polonia, Portugal, España y otras áreas de Europa el 20 de mayo de 2022, y la segunda mitad se estrenó en las mismas regiones el 29 de julio de 2022.    La temporada 1 estuvo disponible en Netflix en Australia, Canadá, Países Bajos, Nueva Zelanda y Sudáfrica el 9 de febrero de 2023.   
La temporada 2, reeditada como 16 episodios de su transmisión original de 26 episodios en Israel, estuvo disponible en Netflix en todos los países mencionados anteriormente el 14 de julio de 2023.     

## Resumen de la Trama
La serie cuenta la historia de la familia Ermoza, entrelazada con la historia durante el dominio otomano y luego bajo el Mandato Británico de Palestina . También explora la fortuna de la familia durante los períodos posteriores de depresión y guerra.
La trama de la serie se desarrolla simultáneamente en dos líneas de tiempo donde se presentan alternativamente historias presentes y pasadas, centradas en Gabriel (Michael Aloni) y Rosa Ermoza (Hila Saada), y sus tres hijas. La mayor, Luna (Swell Ariel Or), es la favorita de su padre; Rachelika y Becky. La relación entre Gabriel y Luna contrasta con la falta de amor de él hacia su esposa, Rosa. Sus celos hacia Luna conducen a complejos conflictos en la familia.

## Producción
Después de que la novela vendiera más de 300.000 copias, Yes Drama compró los derechos y adaptó el libro La reina de belleza de Jerusalén como una serie de melodrama diario. Los creadores son los guionistas Shlomo Mashiach, Esther Namdar Tamam y el director Oded Davidoff,  con Artza Production. El rodaje de la serie comenzó en el verano de 2020 en varios lugares de la ciudad de Safed, incluido el Museo Frenkel Frenel y la galería Beit Castel .
La serie de televisión diaria está basada en la trama de la novela. La novela cuenta la historia de la familia Ermoza de Jerusalén . Son una familia ladino-sefardí que fue maldecida: las mujeres que se casan con miembros de la familia no son amadas por sus maridos. La novela sigue a tres generaciones de una familia desde antes del establecimiento de Israel hasta la década de 1970.
La canción principal está escrita por Daniel Salomon .